# 陳圭
陳 圭（ちん けい、生年不詳 - 1554年）は、明代の軍人、功臣の子孫。字は世秉。本貫は廬州府合肥県。

## 生涯
陳熊の再従子にあたる。1522年（嘉靖元年）、平江伯の爵位を嗣いだ。1543年（嘉靖22年）、推薦により総兵官となり、両広に出向して駐屯した。封川で反乱が起こると、陳圭は諸将を率いて鎮圧にあたり、その首領を捕らえ、数千人を捕斬した。1546年（嘉靖25年）、太子太保の位を加えられた。さらに柳慶や賀連山の反乱を鎮圧し、太保の位を加えられた。1549年（嘉靖28年）、ベトナム莫朝で政争に敗れた范子儀らが欽州と廉州に進攻し、黎岐らが瓊州と崖州に侵入してきた。陳圭はベトナムに信書を出して利害を説き、范子儀を捕縛させると、出兵して黎岐を攻撃し、これを敗走させた。
1550年（嘉靖29年）、陳圭は北京に召還されて、後軍府を管掌した。陳圭の妻の仇氏は、咸寧侯仇鸞の妹であった。しかし陳圭は仇鸞を憎み、仇鸞はたびたび陳圭の短所を嘉靖帝に上奏するという険悪な関係で、このため幾度か処罰を受けた。仇鸞が敗れると、陳圭は嘉靖帝にますます重んじられるようになり、京営の兵を総べるよう命じられた。アルタン・ハーンが紫荊関に侵入すると、陳圭は出戦を求め、盧溝に軍営を置くこととなったが、アルタンが撤退したため取りやめられた。1551年（嘉靖30年）、アルタンが古北口に侵入すると、九門に軍営を並べて防備とする議論が出たが、陳圭はいたずらに弱さを示すばかりで無益であるとして反対した。ほどなくアルタンはまたも撤退した。陳圭は北京の外城の建築を監督した。1554年（嘉靖33年）4月、太子太傅の位を加えられ、錦衣衛を管掌した。12月己丑、死去した。太傅の位を追贈された。諡は武襄といった。
子の陳王謨が後を嗣いだ。